# Charing Cross Theatre
Il Charing Cross Theatre è un teatro londinese sito nel quartiere di Westminster. 

## Storia
Fondato nel 1936, il teatro si trova sotto la stazione di Charing Cross, dove un tempo sorgeva il music hall vittoriano Players' Theatre. Il teatro fu restaurato nel 2005 e riaperto al pubblico nel 2006 come The New Players Theatre, prima di essere ribattezzato Charing Cross Theatre nel 2011 dopo essere stato acquistato dal produttore teatrale Steven M. Levy.
In seguito, il musical ha acquisito una notevole reputazioni per i suoi allestimenti in chiave ridotta di numerosi musical e opere di prosa, allestendo sia nuovi spettacoli che revival di classici. Alcune produzioni recenti includono i musical Dear World con Betty Buckley (2013), Piaf (2015), Titanic (2016), Ragtime (2016), il musical di Andrew Lloyd Webber The Woman in White (2017) e la prima londinese di Vanya and Sonia and Masha and Spike con Janie Dee (2020). Dal 2016 Thom Southerland è il direttore artistico del teatro.